# USS Thad Cochran (DDG-135)
«Тад Кокрен» (англ. USS Thad Cochran (DDG-135)) - ескадрений міноносець КРО типу «Арлі Берк» ВМС США, серії III. 

## Історія створення
Свою назву отримав на честь сенатора Тада Кокрена.
Ескадрений міноносець «Тад Кокрен» був замовлений 27 вересня 2018 року. Це 85-й корабель даного типу.
У червні 2020 року ВМФ США уклав контракт на суму 936 млн доларів на будівництво ракетного есмінця DDG-135 «Thad Cochrane» конфігурації Flight III.